# Heut triumphieret Gottes Sohn

Heut triumphieret Gottes Sohn (en français « Aujourd'hui triomphe le fils de Dieu ») BWV 630 est un choral de Jean-Sébastien Bach en ré mineur pour un clavier et pédalier, issu de l'Orgelbüchlein (le « petit livre d'orgue »). Le tempo est assez allègre, de sorte que, art contrapuntique faisant, un flot ininterrompu de croches se construit tout au long du choral. Celui-ci, contrairement à ce que veut la tradition baroque allemande, ne se clôt pas par une tierce picarde.

## Discographie
- 45 chorals de l'Orgelbüchlein par G.C.Baker, FY
- 45 chorals de l'Orgelbüchlein par Chapuis, Valois
- 45 chorals de l'Orgelbüchlein par Litaize, Decca